# Il giorno dei cacciatori
Il giorno dei cacciatori (Day of the Hunters) è un racconto di fantascienza di Isaac Asimov pubblicato per la prima volta nel 1950, nel numero di novembre della rivista Future Science Fiction di Robert W. Lowndes.
Successivamente è stato incluso nell'antologia Testi e note (Buy Jupiter and Other Stories) del 1975.
Il giorno dei cacciatori si basa su Caccia grossa (Big Game) una storia scritta da Asimov molti anni prima e mai pubblicata, e che pensava persa fino a quando venne ritrovata tra i documenti dell'autore all'Università di Boston.
È stato pubblicato varie volte in italiano a partire dal 1976.

## Trama
Un gruppo di tecnici incontra in un bar un malandato ubriacone. Piano piano, viene fuori che questo tizio è un ex professore universitario che non solo ha realizzato una macchina del tempo, ma ha anche viaggiato fino all'Era mesozoica per vedere con i suoi occhi le cause dell'estinzione dei dinosauri. Di fronte all'incredulità del gruppo di tecnici il racconto dell'uomo diventa via via più aggressivo, arrivando a rivelare che al momento del suo arrivo nel Mesozoico tutti i grandi dinosauri erano già stati uccisi da lucertole intelligenti ed evolute che, dotate di armi da fuoco, stavano sistematicamente spazzando via i loro simili.